# Cardamine bilobata
Cardamine bilobata är en korsblommig växtart som beskrevs av Thomas Kirk. Cardamine bilobata ingår i släktet bräsmor, och familjen korsblommiga växter. Inga underarter finns listade i Catalogue of Life.